# Delma borea
Delma borea är en ödleart som beskrevs av  Arnold Girard Kluge 1974. Delma borea ingår i släktet Delma och familjen fenfotingar. Inga underarter finns listade i Catalogue of Life.
Arten förekommer i Australien. Den saknas i kontinentens sydöstra del och på Tasmanien. Honor lägger ägg. Ödlan lever i torra skogar med hårdbladsväxter, savanner och andra gräsmarker. Den föredrar antagligen klippiga landskap. Regnet kommer främst under monsunen.
För beståndet är inga hot kända. Hela populationen anses vara stabil. IUCN listar arten som livskraftig (LC).